# Pascal Riou
 (août 2025).
Si vous disposez d'ouvrages ou d'articles de référence ou si vous connaissez des sites web de qualité traitant du thème abordé ici, merci de compléter l'article en donnant les références utiles à sa vérifiabilité et en les liant à la section « Notes et références ».
Pascal Riou, né le 6 juillet 1954 à Aix-en-Provence, est un écrivain et poète français. Il a publié une dizaine de recueils chez Cheyne Éditeur où il fut, aux côtés de Marc Leymarios, le créateur et directeur de la collection D’une voix l’autre, dévolue à la poésie étrangère contemporaine.
Il a participé par ailleurs  pendant plus de  vingt ans aux activités de la Revue littéraire Conférence et des Éditions du même nom. C'est chez cet éditeur qu'il a publié ses derniers ouvrages. Le dernier en date: D'âge en âge est paru en août 2018.et a reçu le prix Paul Verlaine de l'Académie Française.  Il y a publié également des traductions du poète américain William S. Merwin, dont Au miroir de la montagne en collaboration avec Jean Market, livre accompagné des photographies d'Eric Dessert du mont Athos.
Il a publié de nombreux ouvrages de bibliophilie avec des peintres contemporains, parmi lesquels: Philippe Ségéral, Jean-Pierre Schneider, Ra'anan Levy, Claire Illouz, Maria Sépiol, Agnès Bracquemond. Ses manuscrits et sa correspondance sont conservés à la Bibliothèque de Clermont-Ferrand où un fonds spécial a été créé à cet effet.
Son œuvre est traduite en anglais (Nancy Hoffman), en italien (Fabio Pusterla), en grec (Thanassis Hatzopoulos) et en lituanien (Tomas Taskaukas).

## Biographie
Agrégé de lettres modernes, ancien élève de l’École normale supérieure de Saint-Cloud, Pascal Riou a enseigné de nombreuses années en khâgne (Aix-en-Provence et Avignon) et enseigne désormais à l'UCLy Université catholique de Lyon.

## Publications
- Cordélia des nuées, Cheyne éditeur, 1991
- La Gloire secrète, Cheyne éditeur, 1993
- Il y a beaucoup de demeures, Cheyne éditeur, 1997
- Le Jardin dispersé, Cheyne éditeur, 2000
- Comme en un jour, Cheyne éditeur, 2003
- Le Percheron l'aurige et les Grenouilles ou l'art des beaux livres, Cheyne éditeur, 2002
- Cheyne, a French Publisher of Contemporary Poetry, Édition Bilingue, Cheyne éditeur, 2000
- Ce que Cézanne donne à penser (collectif)  Gallimard 2007
- Sur la terre Éditions de la revue Conférence 2007
- D'âge en âge Éditions de la revue Conférence 2018 - Prix Paul Verlaine 2019 de l'Académie française.